# FY Большой Медведицы
FY Большой Медведицы (лат. FY Ursae Majoris) — одиночная переменная звезда в созвездии Большой Медведицы на расстоянии приблизительно 1997 световых лет (около 612 парсеков) от Солнца. Видимая звёздная величина звезды — от +9,8m до +9,04m.

## Характеристики
FY Большой Медведицы — красная пульсирующая полуправильная переменная звезда типа SRB (SRB:) спектрального класса M8.